# Seznam zápasů české a slovinské hokejové reprezentace
Toto je seznam zápasů české a slovinské hokejové reprezentace na MS.

## Mistrovství světa v ledním hokeji
| Datum     | Číslo | Česko | Výsledek | Zápas | MS   | Místo     | Branky České republiky                                                      |
| --------- | ----- | ----- | -------- | ----- | ---- | --------- | --------------------------------------------------------------------------- |
| 26.4.2003 | 1     | Česko | 5:2      | ZS    | 2003 | Helsinky  | Radim Vrbata • Michal Sup • David Výborný • Jiří Hudler • Jaroslav Balaštík |
| 7.5.2006  | 2     | Česko | 5:4      | ZS    | 2006 | Riga      | 2x Zbyněk Michálek • Tomáš Plekanec • Jaroslav Balaštík • Martin Erat       |
| 10.5.2013 | 3     | Česko | 4:2      | ZS    | 2013 | Stockholm | Petr Koukal • Jiří Hudler • Zbyněk Michálek • Jiří Novotný                  |
| 12.5.2017 | 4     | Česko | 5:1      | ZS    | 2017 | Paříž     | 2x Roman Horák • Michal Řepík • Michal Kempný • Roman Červenka              |
| 18.5.2023 | 5     | Česko | 6:2      | ZS    | 2023 | Riga      | 3x Dominik Kubalík, Roman Červenka, Michal Kempný, Jakub Flek               |